# 폰투스 베른블롬
폰투스 안데쉬 미켈 베른불름(스웨덴어: Pontus Anders Mikael Wernbloom, 1990년 4월 19일-)는 스웨덴 태생의 은퇴한 축구선수로 중앙 미드필더로 활약했다.

## 수상
IFK 예테보리
- 알스벤스칸 : 2007
- 스웨덴 컵 : 2008
- 스웨덴 슈퍼컵 : 2008

 AZ
- 요한 크루이프 쉴드 : 2009